# Болгов, Василий Егорович
Василий Егорович Болгов (25 апреля 1913, Ясенки, Воронежская губерния — 15 августа 1989, Горшечное, Курская область) — передовик сельскохозяйственного производства, бригадир Ясеновской МТС. Герой Социалистического Труда (1957).

## Биография
Родился 25 апреля 1913 года в крестьянской семье в селе Ясенка Нижнедевицкого уезда Воронежской губернии (сегодня — Горшеченский район Курской области). После окончания курсов трактористов работал трактористом, бригадиром тракторной бригады МТС и колхоза «Рассвет» Горшеченского района Курской области (1935—1973).
За выдающиеся достижения в трудовой деятельности был удостоен в 1957 году звания Героя Социалистического Труда.
В 1973 году вышел на пенсию. Проживал в посёлке Горшечное до своей кончины в 1989 году.

## Награды
- Герой Социалистического Труда — указом Президиума Верховного Совета СССР от 7 декабря 1957 года
- Орден Ленина (1957).